# Amelia Toledo
Amelia Amorim Toledo (São Paulo, 7 de dezembro de 1926 - São Paulo, 7 de novembro de 2017 foi uma artista plástica brasileira. Atuava como pintora, desenhista, escultora e gravadora, foi também designer de joias e professora.)

## História

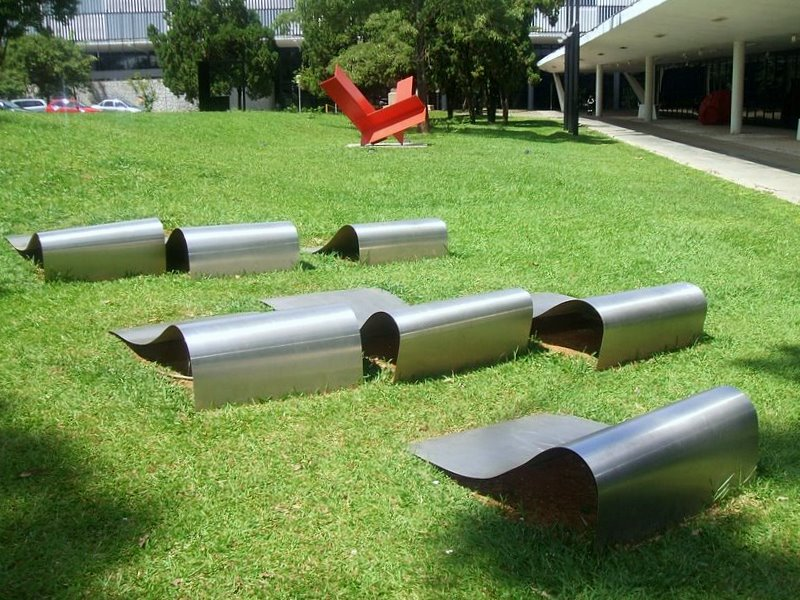
Sete Ondas, 1995. Escultura em frente ao MAM-SP.

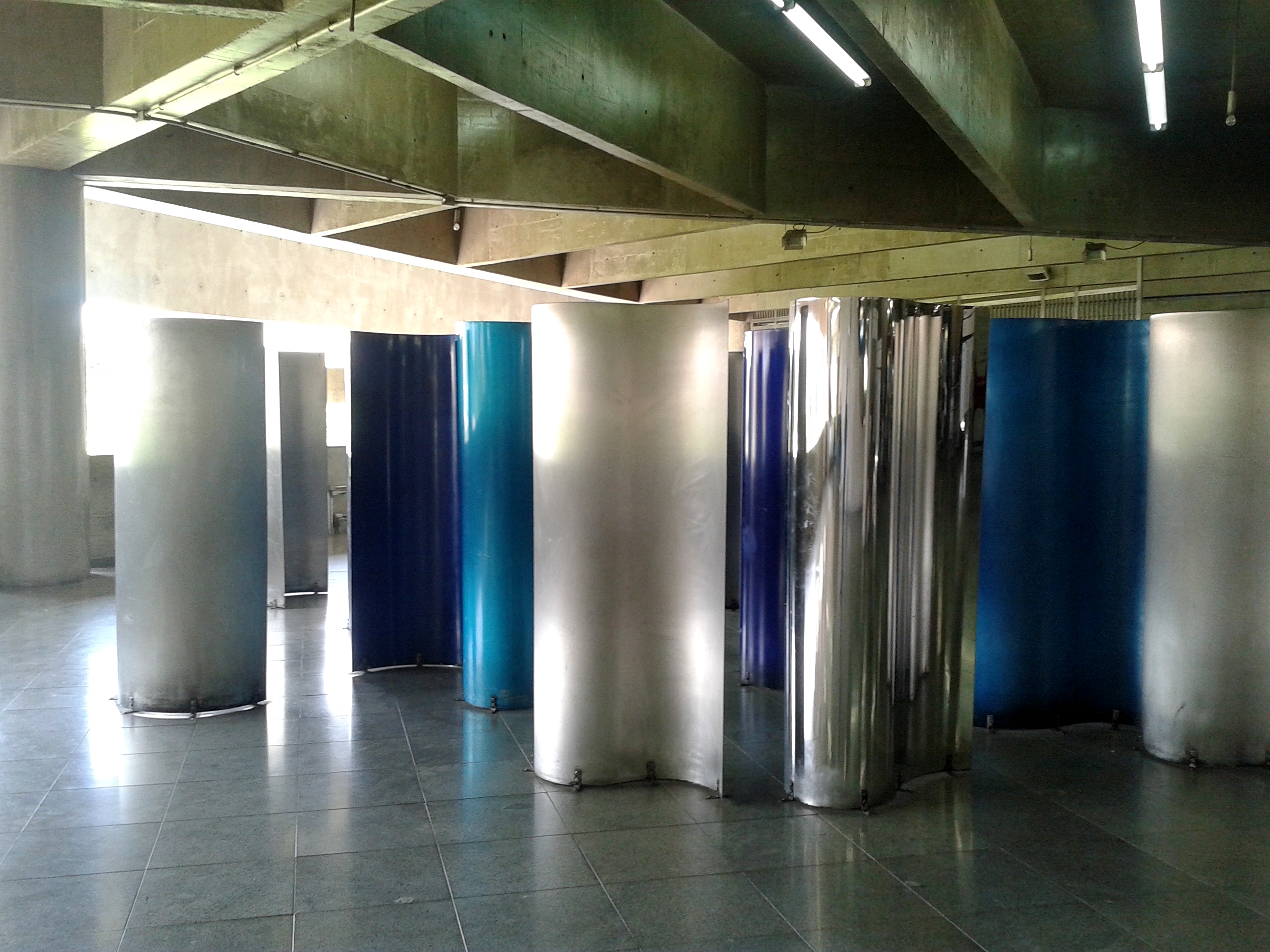
Caleidoscópio, 1999. Escultura na Estação Brás do Metrô de São Paulo.

Trabalhou, na década de 40, com desenho de projetos no escritório de Vilanova Artigas um dos arquitetos mais importantes da história de São Paulo.
Se aproximou de Anita Malfatti, estudou pintura com Waldemar da Costa e Yoshiya Takaoka. João Luís Chaves foi seu mestre em gravura em metal.  Cursou a London Country Council Centrasl School of Arts and Crafts.
Como professora atuou na UnB, em Brasília, na FAAP em São Paulo, Universidade Mackenzie, na Escola Superior de Desenho Industrial no Rio de Janeiro, e na Sociedade Nacional de Belas Artes de Lisboa.
Aos 83 anos de idade, Amelia Toledo participou como artista convidada na 20 Bienal Internacional de São Paulo, em 2010, apesar da sua obra andar na contramão da arte contemporânea da época. Também no ano de 2010 a artista recebeu o oficialato da Ordem do Ipiranga o Prêmio Governador do Estado, em São Paulo, onde mantinha o seu atelier.
A artista se estende entre várias linguagens (pintura, escultura, instalação, objetos), incorporando a seu fazer poético pesquisas com materiais, engrenagens, visualidades de plano, volume e perspectiva e experiências com pigmentos e tintas. Trabalha desenvolvendo séries, a partir da exploração de materialidades ou de temas e suas aplicações em matérias-primas. São séries, que, uma vez experimentadas, se prolongam em relações com as materialidades, no uso de processamentos, na convivência com as ferramentas.

## Obras
- Caleidoscópio, 1999. Módulos em chapa de aço inox, curvados, com diversos acabamentos: pintados, lixados e polidos. Estação Brás, São Paulo.
- Paisagem Subterrânea, 1998. Painel de piso com coleção do granito brasileiro instalado nas plataformas de embarque.  Estação Arcoverde do Metrô, RJ.
- Fatia de Horizonte, 1996. Chapa de aço inoxidável polida e oxidada com granalha.
- Caminhos do Oco, obra lúdica, 1982. Areia e cacos de caramujos.
- Mundo de Espelho, primeira tiragem 1966, reedição com pequenas modificações 1988. Aço inoxidável, cada peça 16 x 16 cm. [8]